# Абаслы, Намиг Зульфугар оглы
Намиг Зульфугар оглы Абаслы (азерб. Namiq Zülfüqar oğlu Abaslı; род. 12 сентября 1997) — азербайджанский дзюдоист, бронзовый призёр летних Паралимпийских игр 2020 в Токио, чемпион мира в командном зачёте и бронзовый призёр в личном зачёте чемпионата мира среди слепых и слабовидящих (2022), бронзовый призёр Гран-при Баку среди слепых и слабовидящих (2019), чемпионатов Европы среди слепых и слабовидящих в Генуе (2019) и Кальяри (2022), серебряный призёр Гран-при Ташкента среди слепых и слабовидящих (2019), победитель Гран-при Баку (2021) и Гран-при Александрии (2023) среди слепых и слабовидящих.

## Биография
Намиг Зульфугар оглы Абаслы родился 12 сентября 1997 года. Является студентом Азербайджанской государственной академии физической культуры и спорта.
В 2018 году принял участие на чемпионате мира в Португалии, где занял 7-е место. На этом же чемпионате Абаслы в составе мужской сборной Азербайджана стал бронзовым призёром командного турнира.
В мае 2019 года Абаслы занял третье место на Гран-при Баку среди слепых и слабовидящих. В июле этого же года он также стал третьим на чемпионате Европы среди слепых и слабовидящих в Генуе. В сентября 2019 года вышел в финал Гран-при Ташкента среди слепых и слабовидящих и завоевал серебряную медаль.
В феврале 2020 года выиграл бронзу Кубка мира среди слепых и слабовидящих в Тбилиси. В мае 2021 года Абаслы выиграл Гран-при Баку среди слепых и слабовидящих, одолев в финале действующего паралимпийского чемпиона Уткиржона Нигматова из Узбекистана.
На Паралимпийских играх в Токио Абаслы в первой же схватке уступил Серхио Ибаньесу из Испании. В утешительном блоке же он сначала победил пуэрториканца Луиса Переса, а далее — россиянина Виктора Руденко. В решающей схватке за бронзу Абаслы одолел бронзового призёра Паралимпийских игр Рио украинца Давида Хораву и стал бронзовым призёром.
Распоряжением президента Азербайджанской Республики Ильхама Алиева от 6 сентября 2021 года Намиг Абаслы за высокие достижения на XVI летних Паралимпийских играх в Токио и заслуги в развитии азербайджанского спорта был награждён орденом «За службу Отечеству III степени».
В сентябре 2022 года завоевал бронзовую медаль чемпионата Европы в итальянском городе Кальяри. В ноябре этого же года завоевал бронзовую медаль на домашнем чемпионате мира в Баку. В марте 2023 года Абаслы стал победителем Гран-при в египетской Александрии. В августе этого же года выиграл бронзу на чемпионате Европы в Роттердаме.
В сентябре 2023 года Абаслы проиграл схватку за третье место на домашнем Гран-при в Баку. 4 декабря 2023 года выиграл бронзовую медаль на Гран-при в Токио.